# Балморал
Балмóрал (англ. Balmoral Castle) — замок в області Абердиншир, приватна резиденція британських королів у Шотландії.
Розташований на березі річки Ді. Був літньою резиденцією королеви Вікторії, де вона разом з родиною проводила кінець літа. Побудований у 1852 р. архітектором Вільямом Смітом у старошотландському готичному стилі, з граніту, за дорученням принца Альберта, який купив маєток.
Відкритий для відвідувачів із середини квітня до кінця липня.
8 вересня 2022 року в замку пішла з життя британська королева Єлизавета ІІ.

## Фото

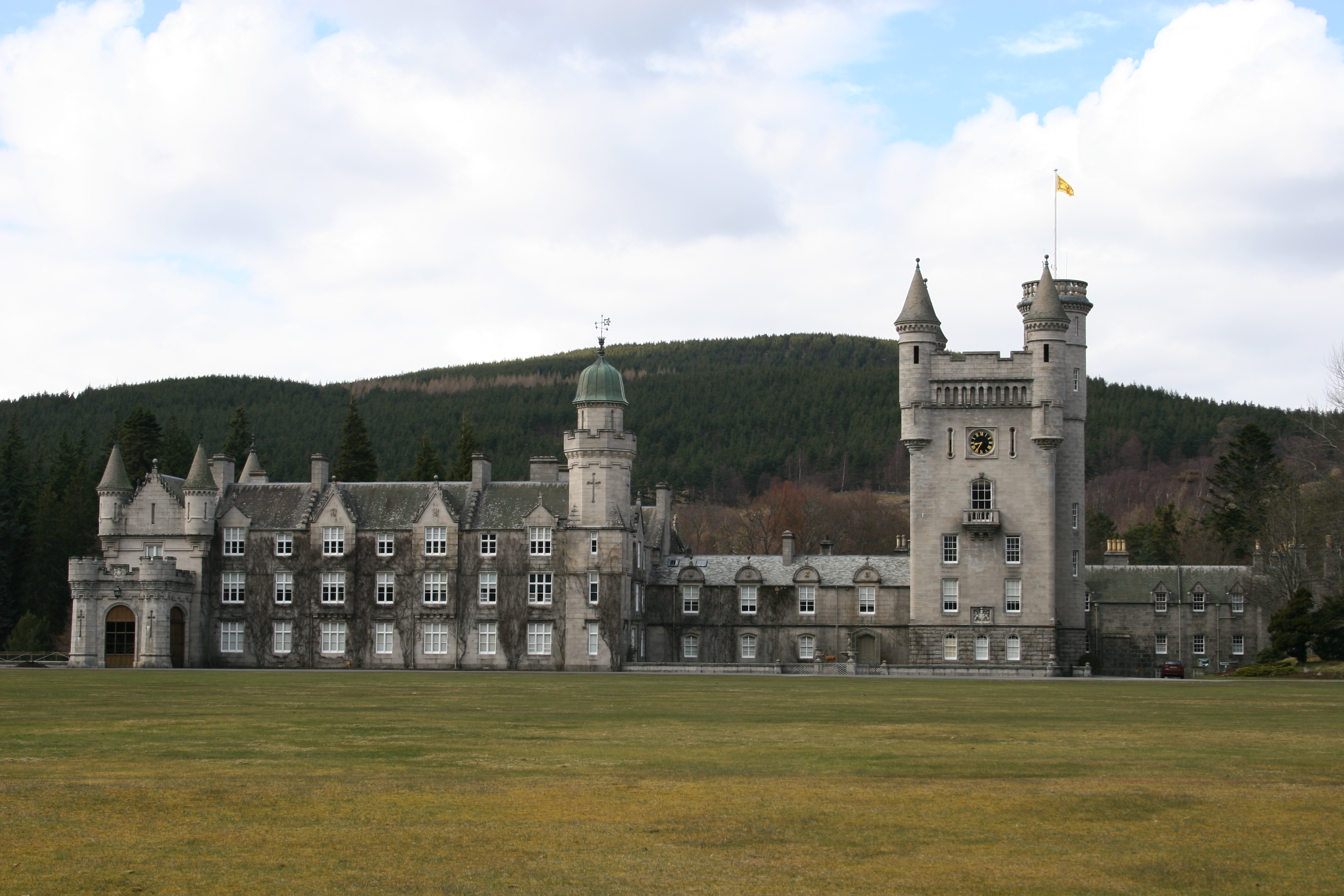
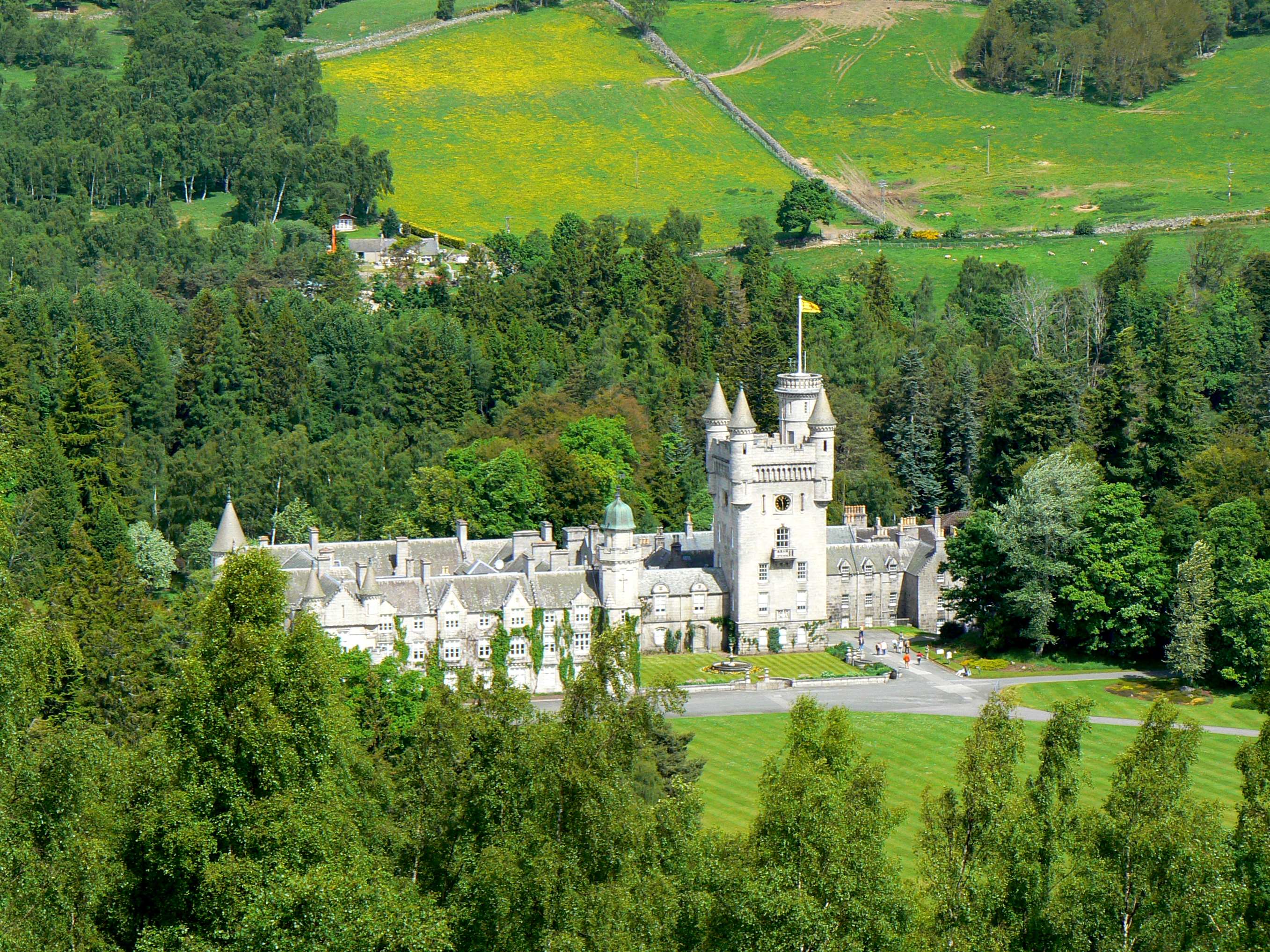
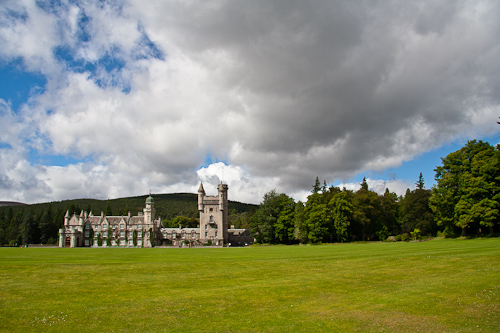